# Girolamo da Correggio (XVI secolo)
Girolamo da Correggio (... – Parma, 1612) è stato un nobile italiano, feudatario di Rossena e Medesano e conte di Correggio.

## Biografia
Era figlio di Alessandro I da Correggio, a sua volta figlio naturale del cardinale Girolamo e di Ippolita Torelli. Fu coinvolto nella "congiura dei feudatari" contro Ranuccio I Farnese, duca di Parma e Piacenza ed arrestato nel 1611. Forse non vi prese parte direttamente, ma nelle intenzioni del duca c'era la volontà di confiscare i suoi feudi di famiglia, al fine di allargare i propri domini. Girolamo venne imprigionato con l'accusa di altro tradimento ed imprigionato nel carcere della Rocchetta di Parma, dove morì nel 1612.

## Ascendenza
|                                   |                                                 |                                            | Genitori                                                       |  |  | Nonni |  |  | Bisnonni                        |  |  | Trisnonni                      |  |
|                                   |                                                 |                                            |                                                                |  |  |       |  |  | Giberto VII, conte di Correggio |  |  | Manfredo I, conte di Correggio |  |
|                                   |                                                 |                                            |                                                                |  |  |       |  |  | Giberto VII, conte di Correggio |  |  | Manfredo I, conte di Correggio |  |
|                                   |                                                 | Agnese Pio                                 |                                                                |  |  |       |  |  | Giberto VII, conte di Correggio |  |  |                                |  |
| Girolamo I, conte di Correggio    |                                                 |                                            |                                                                |  |  |       |  |  | Giberto VII, conte di Correggio |  |  |                                |  |
|                                   |                                                 | Veronica Gambara                           | Giovan Francesco Gambara, signore delle Canove                 |  |  |       |  |  |                                 |  |  |                                |  |
|                                   |                                                 | Veronica Gambara                           | Giovan Francesco Gambara, signore delle Canove                 |  |  |       |  |  |                                 |  |  |                                |  |
|                                   |                                                 | Veronica Gambara                           | Alda Pio                                                       |  |  |       |  |  |                                 |  |  |                                |  |
| Alessandro I, conte di Correggio  |                                                 | Veronica Gambara                           |                                                                |  |  |       |  |  |                                 |  |  |                                |  |
|                                   |                                                 | …                                          | …                                                              |  |  |       |  |  |                                 |  |  |                                |  |
|                                   |                                                 | …                                          | …                                                              |  |  |       |  |  |                                 |  |  |                                |  |
|                                   |                                                 | …                                          | …                                                              |  |  |       |  |  |                                 |  |  |                                |  |
| Paola Piloja                      |                                                 | …                                          |                                                                |  |  |       |  |  |                                 |  |  |                                |  |
|                                   |                                                 | …                                          | …                                                              |  |  |       |  |  |                                 |  |  |                                |  |
|                                   |                                                 | …                                          | …                                                              |  |  |       |  |  |                                 |  |  |                                |  |
|                                   |                                                 | …                                          | …                                                              |  |  |       |  |  |                                 |  |  |                                |  |
| Girolamo II, conte di Correggio   |                                                 | …                                          |                                                                |  |  |       |  |  |                                 |  |  |                                |  |
|                                   | Cristoforo II Torelli, conte di Montechiarugolo | Marsilio Torelli, conte di Montechiarugolo |                                                                |  |  |       |  |  |                                 |  |  |                                |  |
|                                   | Cristoforo II Torelli, conte di Montechiarugolo | Marsilio Torelli, conte di Montechiarugolo |                                                                |  |  |       |  |  |                                 |  |  |                                |  |
|                                   | Cristoforo II Torelli, conte di Montechiarugolo | Paola Secco                                |                                                                |  |  |       |  |  |                                 |  |  |                                |  |
| Federico Torelli, conte di Coenzo | Cristoforo II Torelli, conte di Montechiarugolo |                                            |                                                                |  |  |       |  |  |                                 |  |  |                                |  |
|                                   |                                                 | Ippolita Sanseverino d'Aragona             | Roberto Sanseverino d'Aragona, marchese di Castelnuovo Scrivia |  |  |       |  |  |                                 |  |  |                                |  |
|                                   |                                                 | Ippolita Sanseverino d'Aragona             | Roberto Sanseverino d'Aragona, marchese di Castelnuovo Scrivia |  |  |       |  |  |                                 |  |  |                                |  |
|                                   |                                                 | Ippolita Sanseverino d'Aragona             | Elisabetta di Montefeltro                                      |  |  |       |  |  |                                 |  |  |                                |  |
| Ippolita Torelli                  |                                                 | Ippolita Sanseverino d'Aragona             |                                                                |  |  |       |  |  |                                 |  |  |                                |  |
|                                   |                                                 | Roberto Malatesta                          | Carlo Malatesta                                                |  |  |       |  |  |                                 |  |  |                                |  |
|                                   |                                                 | Roberto Malatesta                          | Carlo Malatesta                                                |  |  |       |  |  |                                 |  |  |                                |  |
|                                   |                                                 | Roberto Malatesta                          | Quirina Gradenigo, nobile veneta                               |  |  |       |  |  |                                 |  |  |                                |  |
| Malatesta Malatesta               |                                                 | Roberto Malatesta                          |                                                                |  |  |       |  |  |                                 |  |  |                                |  |
|                                   |                                                 | Aquilina Buonfio                           | …                                                              |  |  |       |  |  |                                 |  |  |                                |  |
|                                   |                                                 | Aquilina Buonfio                           | …                                                              |  |  |       |  |  |                                 |  |  |                                |  |
|                                   |                                                 | Aquilina Buonfio                           | …                                                              |  |  |       |  |  |                                 |  |  |                                |  |
|                                   |                                                 | Aquilina Buonfio                           |                                                                |  |  |       |  |  |                                 |  |  |                                |  |